# Adolf Fargnoli i Janetta
Adolf Fargnoli i Janetta (La Bisbal d'Empordà, 7 d'octubre de 1890 - Barcelona, 1952) fou un ebenista i orfebre català, germà de Valentí Fargnoli.
Va ser descobert per l'arquitecte Rafael Masó i fou considerat un virtuós de la talla en fusta. Va adquirir renom per les seves singulars i refinades arquetes, cofres i joieres de fusta amb aplicacions metàl·liques i interiors folrats de seda, als quals sovint donava un nom poètic.

## Biografia
Els seus pares eren uns immigrants italians establerts a Girona. El 1924 es va casar amb Anna Oliver, qui moriria el 17 de gener de 1927 després de donar a llum al seu primer i únic fill. Va viure a Girona, on va treballar com a ebenista en un taller propi ubicat al carrer de la Força, on es va especialitzar en la fabricació d'arquetes per a joieria, decorant-les amb un estil barroc. El 1918 va realitzar la seva primera exposició a les barcelonines Galeries Laietanes, i posteriorment també exposaria a Madrid, París i Buenos Aires (1922). Es va relacionar amb artistes com Antoni Vila Arrufat, Rafael Masó, Santiago Rusiñol, Salvat-Papasseit, Gaziel, Miquel de Palol i Joaquim Ruyra, entre d'altres. Salvat Papasseit li dedicà el poema «De dalt de tot el cel», inclòs al recull L'irradiador del Port i les gavines.
A partir de 1933 va experimentar una progressiva desaparició de l'escena pública a causa d'una crisi emocional que el va portar a una depressió severa. Aquesta situació va culminar amb la seva mort en gairebé complet anonimat.
El 2002 la Generalitat de Catalunya va adquirir en subhasta pública un fons personal de Fargnoli, format per correspondència i altres documents personals, i va ingressar-ho a l'Arxiu Històric Comarcal de Girona. La documentació va ser posteriorment inventariada per Immaculada Costa.

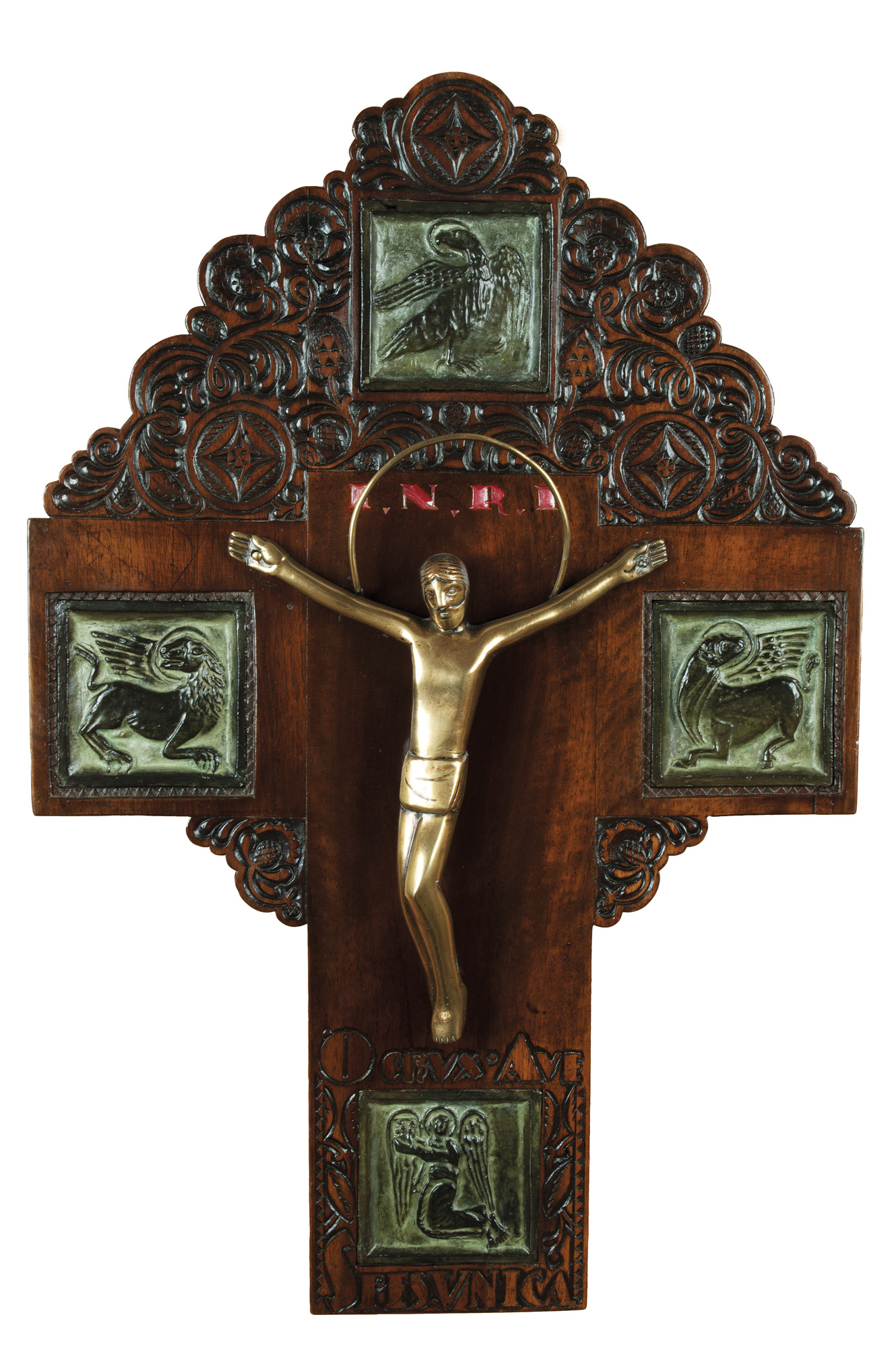
Crucifix. Adolf Fargnoli, 1924. Fundació Rafael Masó

El 2024 el Museu Nacional d'Art de Catalunya li va dedicar una exposició titulada "Adolf Fargnoli. Del noucentisme a l'avantguarda" amb 90 peces, principalment capsetes a les quals solia donar noms poètics, així com creus de fusta tallada.
A la Fundació Rafael Masó de Girona es conserven diverses obres d'Adolf Fargnoli, entre d'altres un crucifix realitzat el 1924. En aquesta obra la creu és d'Aldolf Fargnoli i la figura del Crist de Jaume Busquets Mullera.